# Raviv Ullman
Raviv Ullman (Hebreeuws: רביב אולמן) (Eilat, 24 januari 1986) is een Israëlisch/Amerikaans acteur.

## Biografie
Ullman werd geboren in Eilat als zoon van Joodse ouders. Na zijn eerste verjaardag emigreerde hij met zijn familie naar Fairfield waar een deel van zijn familie, waaronder Joe Lieberman, al woonde. Hij heeft daar de high school doorlopen aan de Fairfield Warde High School. Na zijn studie heeft hij in Zuid-Californië gewoond met zijn vrienden en nu woont hij in New York.
Ullman spreekt naast Engels ook vloeiend Hebreeuws. Hij heeft zichzelf trombone en drums leren spelen.

## Filmografie

### Films
Uitgezonderd korte films.
- 2013 Contest – als Rip
- 2013 Spring Break '83 – als Billy
- 2012 The Trouble with Cali – als Lois
- 2010 How to Make Love to a Woman – als Scott Conners
- 2008 Prom Wars: Love Is a Battlefield – als Percy
- 2007 Normal Adolescent Behaviour – als Price
- 2006 Driftwood – als David Forrester
- 2006 Doing Time on the Set of Driftwood – als David Forrester
- 2006 The Big Bad Swim – als Hunter McCarthy
- 2006 That Guy – als Logan
- 2005 Kim Possible: So the Drama – als Eric (stem)
- 2004 Searching for David's Heart – als Sam
- 2004 Pixel Perfect – als Roscoe
- 2001 The Boys of Sunset Ridge – als John Burroughs (13 jaar)
- 2000 Growing Up Brady – als Chris Knight
- 1998 Crossfire – als Aziz

### Televisieseries
Uitgezonderd eenmalige gastrollen.
- 2018 Strangers - als Rory - 3 afl.
- 2008 – 2009 Rita Rocks – als Kip – 32 afl.
- 2004 – 2006 Phil of the Future – als Phil Diffy – 43 afl.

- Biblioteca Nacional de España: XX5061068
- Library of Congress Control Number: no2017088269
- Virtual International Authority File: 169363828
- WorldCat: E39PBJdgWdVyRpMBHpphbk83cP